# Landet jag är van vid
Landet jag är van vid är ett studioalbum av Jan Hammarlund, utgivet 1976 av Silence Records (skivnummer SRS 4634).

## Låtlista
Där inte annat anges är låtarna skrivna av Jan Hammarlund.
A
1. "Överallt man det talet hör" - 3:28 (trad.)
2. "Döden han är en jägare snäll" - 2:16 (trad., svensk text: Jan Hammarlund)
3. "Kort krigshistorik" - 1:37 (Malvina Reynolds, svensk text: Jan Hammarlund)
4. "De två systrarna" - 7:03 (trad.)
5. "Jag hatar patriarkatet" - 3:43
6. "Sofia" - 3:02

B
1. "Landet jag är van vid" - 6:58
2. "Pengar" - 2:16 (Malvina Reynolds, svensk text: Jan Hammarlund)
3. "Violen från Chillan" - 2:37 (Violeta Parra, svensk text: Jan Hammarlund)
4. "Tramppolka" - 1:54
5. "Andalusien" - 5:20
6. "När jag ska härifrån" - 1:58 (Malvina Reynolds, svensk text: Jan Hammarlund)

## Medverkande
- Christer Schapiro - bombo
- Fred Lane - concertina, dragspel
- Håkan Agnsäter - rytm, munspel
- Jan Hammarlund - sång, gitarr, charango
- Kjell Westling - fiol, basklarinett
- Petter Ljunggren - flöjt, oboe, trumpet, saxofon, klarinett
- Sven Bjärhall - gitarr
- Teddy Walter - bas
- Turid Lundqvist - cittra

### Fotnoter
1. 1 2  ”Landet jag är van vid”. Discogs.com. http://www.discogs.com/Jan-Hammarlund-Landet-Jag-%C3%84r-Van-Vid/release/3057822. Läst 31 augusti 2012.